# LIPU
LIPU, Італійська ліга захисту птахів (італ. Lega Italiana Protezione Uccelli, англ. Italian League for Bird Protection) — італійська благодійна організація, заснована в 1965 році.
LIPU займається захистом дикої природи, приділяючи особливу увагу охороні птахів та місць їх проживання, є партнером BirdLife International в Італії.
Ліга налічує близько 42 тисяч прихильників і містить 58 природних центрів охорони навколишнього середовища та реабілітації птахів та інших тварин («оазисів»), які щорічно відвідують понад 200 тисяч людей.
Італійська ліга захисту птахів працює переважно за чотирма основними напрямками:
- захист природи і тварин, у тому числі боротьба з незаконним полюванням на птахів;[3][4]
- дослідні природоохоронні проєкти (з 1997 року LIPU має статус дослідницької організації);
- екологічне просвітництво та підвищення обізнаності суспільства у питаннях збереження дикої природи, включаючи екологічну освіту в школах;
- боротьба за вдосконалення європейського та італійського природоохоронного законодавства і за більш суворе дотримання чинних норм охорони природи.